# ダニエル・シュテフリ
ダニエル・シュテフリ（Daniel Štefulj、1999年11月8日 - ）は、ドイツ・ランゲンハーゲン出身のクロアチア人サッカー選手。NKディナモ・ザグレブ所属。ポジションはDF。

## クラブ経歴
2017年、NKザグレブにてプロデビューを果たすと、2018年にHNKリエカに引き抜かれた。
2018年7月10日、スロベニア1部リーグのNKクルシュコにレンタル移籍をし、翌シーズンの2019-20シーズンは国内のNKヴァラジュディンへと貸し出された。しかし、ヴァラジュディンへのレンタルは半年で打ち切られた。
レンタルバック後の2020年2月5日、NKディナモ・ザグレブとのカップ戦にてリエカでのデビューを飾り、この2019-20シーズンは後半戦だけで公式戦12試合に出場した。
2021年1月25日、NKディナモ・ザグレブに100万ユーロの移籍金と4年半契約で移籍し、2020-21シーズンの残りはリエカに残留することもあわせて発表された。

## 人物
父親も同じ名前のダニイェル・シュテフリ。元クロアチア代表であり、主にドイツのハノーファー96で活躍した。この時に子のシュテフリは生まれた。

## タイトル
HNKリエカ
- クロアチア・カップ : 1回 (2019-20)

NKディナモ・ザグレブ
- プルヴァHNL : 1回 (2021-22)